# Сипатай
Сипата́й (каз. Сыпатай) — село у складі Меркенського району Жамбильської області Казахстану. Входить до складу Акаральського сільського округу.
У радянські часи село називалось «Отділення № 2 совхоза Краснооктябрський».
Населення — 1439 осіб (2021; 1112 у 2009, 1145 у 1999, 1333 у 1989).